# Allohermenias
Allohermenias is een geslacht van vlinders van de familie bladrollers (Tortricidae), uit de onderfamilie Olethreutinae.

## Soorten
- A. diffusa Bradley, 1957
- A. metarctia (Meyrick)
- A. subpetraea Diakonoff, 1953
- A. tenuitexta Diakonoff, 1953